# Jasna Kuljaj
Jasna Kuljaj, slovenska voditeljica TV oddaj in prireditev, radijska moderatorka, imitatorka znanih osebnosti, * 15. december 1981, Slovenj Gradec, uni.dipl.novinarka (2009, FDV).
Jasna se je rodila leta 1981 v Slovenj Gradcu. Po končani osnovni šoli je med letoma 1996 in 2000 obiskovala gimnazijo Šentvid v Ljubljani. Nato se je vpisala na študij novinarstva na Fakulteti za družbene vede, ki ga je dokončala leta 2004. Po izobrazbi je univerzitetna diplomirana novinarka (2009).
Kot študentka novinarstva se je v 2. letniku udeležila avdicije na Radiu Slovenija. Po šestmesečnem usposabljanju v Centru za kulturo govora na Radiu Slovenija pod mentorstvom Renata Horvata in Suzane Kostner je kot novinarka in moderatorka med letoma 2001 in 2004 delovala na Valu 202. V času dela na Valu 202 je spoznala Saša Hribarja, ki jo je leta 2001 kot imitatorko pevke Helene Blagne povabil k sodelovanju v satirično radijsko oddajo Radio Ga Ga, z ekipo pa je nastopala tudi na različnih prireditvah. Med letoma 2004 in 2005 je Jasna 7 mesecev delovala v slovenskem uredništvu BBC World Service v Londonu pod vodstvom Branka Kastelica), kjer je pripravljala informativne radijske oddaje s poudarkom na zunanji politiki. Pred odhodom v London je pripravljala novinarske prispevke za turistično oddajo Homo turisticus na Televiziji Slovenija in opravljala intervjuje z izpadlimi tekmovalci v oddaji Najšibkejši člen.
Po vrnitvi iz Londona je dve leti (2005-2006) vodila turistično-razvedrilno oddajo Turistika na TVS, urednik katere je bil Drago Bulc. Od leta 2005 do 2010 je v animiranih imitacijah redno sodelovala tudi v razvedrilni televizijski oddaji Hri-Bar na TV Slovenija, katere urednik je bil Bojan Krajnc. Januarja 2007 jo je glasbenik in televizijski producent Jože Potrebuješ povabil k vodenju osrednje petkove zabavne oddaje Na zdravje! na prvem programu Televizije Slovenija. Oddaja Na zdravje, ki jo je vodila z Boštjanom Romihom (2007 - 2012) je bila med najbolj gledanimi v zgodovini slovenske televizije. 
Ostali TV projekti: Leta 2013 je bila voditeljica oddaje Zmenek na slepo na Planet TV. Jeseni 2015 je na Planet TV vodila oddajo Kmetija: nov začetek - Brez cenzure, spomladi 2016 pa oddajo Bilo je nekoč: Brez cenzure. Jeseni 2016 je postala voditeljica tretje sezone resničnostnega šova Kmetija: nov začetek, v 2017 pa je vodila pogovorno oddajo Od težaka do junaka, v kateri je s komentatorji komentirala dogajanje v prvi sezoni resničnostnega šova The Biggest Loser Slovenija. Od jeseni 2019 do poletja 2022 je vodila zabavno-glasbeno oddajo Pri Črnem Petru na Planet TV.
Poleg voditeljskega in novinarskega dela ter imitatorstva se Jasna ukvarja tudi z gledališko dejavnostjo. Od leta 2013 je članica Šentjakobskega gledališča, kjer je v vlogi učiteljice sodelovala v gledališki igri Moj ata socialistični kulak (v režiji Gojmirja Lešnjaka Gojca). Decembra 2017 je predstavila avtobiografsko monokomedijo Borka, s katero je nastopala po Sloveniji do februarja 2020. 
Tekstopiska: Jasna je v sodelovanju z Jožetom Potrebuješem napisala besedilo za pesem Ena bolha za pomoč ansambla Saša Avsenika (oktober 2022).
Leta 2023 je prav tako v sodelovanju z Jožetom Potrebuješem napisala pesem Hopa cupa za skupino Atomik Harmonik.
V začetku leta 2024 je v sodelovanju z Jožetom Potrebuješem in Petro Potrebuješ napisala pesem Na pumpo za skupino Čuki in ansambel Stil.
Več na: https://www.zurnal24.si/magazin/vip/taksna-je-bila-jasna-kuljaj-kot-studentka-ne-boste-je-prepoznali-299853 - www.zurnal24.si